# Лео Комаров
Леонід Олександрович Комаров (фін. Leo Komarov, рос. Леонид Александрович Комаров; 23 січня 1987, м. Нарва, СРСР) — фінський хокеїст, крайній нападник. Виступає за ГІФК у Лійзі.
Вихованець хокейної школи МуІК. Виступав за «Ессят» (Порі), «Пеліканс» (Лахті), «Динамо» (Москва), «Торонто Мейпл-Ліфс», «Торонто Мерліс» (АХЛ), Нью-Йорк Айлендерс, СКА Санкт-Петербург, Лулео.
У складі національної збірної Фінляндії учасник зимових Олімпійських ігор 2014 (6 матчів, 0+0), учасник чемпіонатів світу 2009, 2010, 2011, 2012, 2014 і 2015 (47 матчів, 5+6). У складі молодіжної збірної Фінляндії учасник чемпіонатів світу 2006 і 2007.
Досягнення
- Бронзовий призер зимових Олімпійських ігор (2014)
- Чемпіон світу (2011), срібний призер (2014)
- Володар Кубка Гагаріна (2012)
- Срібний призер чемпіонату Фінляндії (2006)
- Бронзовий призер молодіжного чемпіонату світу (2006)
- Учасник матчу усіх зірок КХЛ (2011)